# Baden (Morbihan)
Baden (bretonisch Baden) ist eine französische Gemeinde mit 4.864 Einwohnern (Stand 1. Januar 2022) im Département Morbihan in der Region Bretagne. Sie gehört zum Kanton Vannes-2 im Arrondissement Vannes.

## Geografie
| \| \|                                  |
| Lage der Gemeinde am Golf von Morbihan |
|                                        |

Baden liegt am Golf von Morbihan, 12 Kilometer von Vannes und 36 Kilometer von Lorient auf einer Höhe zwischen −1 m und 43 m über dem Meer. Das Gemeindegebiet gehört zum Regionalen Naturpark Golfe du Morbihan. Nachbargemeinden sind Bono, Plougoumelen und Ploeren im Norden, Arradon im Osten und Larmor-Baden im Süden.
Zum Gemeindegebiet zählen auch die vier kleinen Inseln Sept Îles (nicht zu verwechseln mit der Inselgruppe Sept Îles), Er Runio, Grand Veïzit und Petit Veïzit.

## Geschichte
Baden wurde zum ersten Mal erwähnt im Jahr 1267 als Baden (1430: Badan, 1731: Badain).

### Bevölkerungsentwicklung
| Jahr      | 1962 | 1968 | 1975 | 1982 | 1990 | 1999 | 2008 | 2019 |
| --------- | ---- | ---- | ---- | ---- | ---- | ---- | ---- | ---- |
| Einwohner | 1869 | 1844 | 1957 | 2369 | 2844 | 3360 | 4038 | 4396 |

## Sprache
Baden gehört zum bretonischen Sprachgebiet.

## Sehenswürdigkeiten
- Dolmen von Mané-Ven-Guen
- Mur Venetes, Saint-Guérin
- Kirche Saint-Pierre-ès-Liens

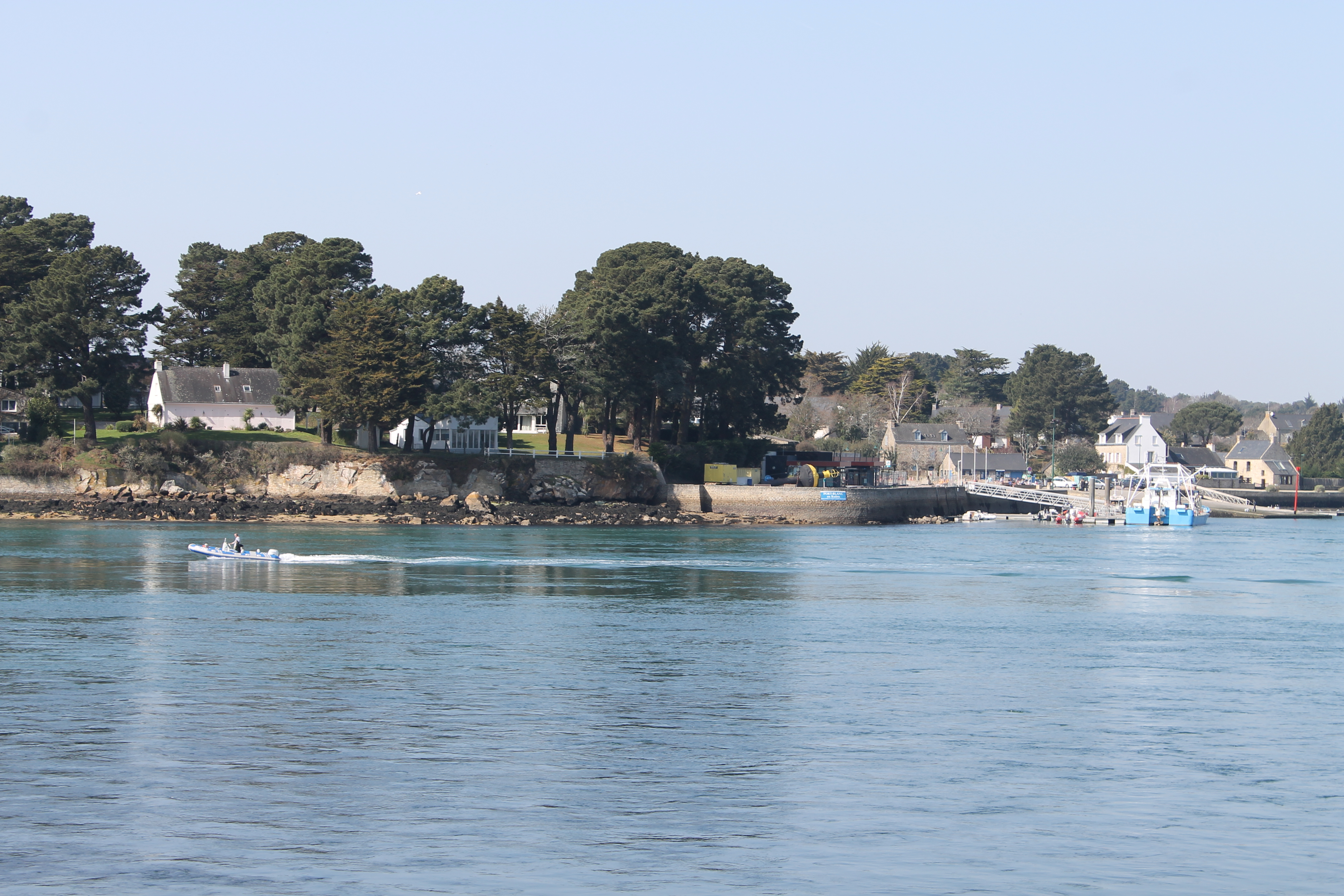
Port Blanc
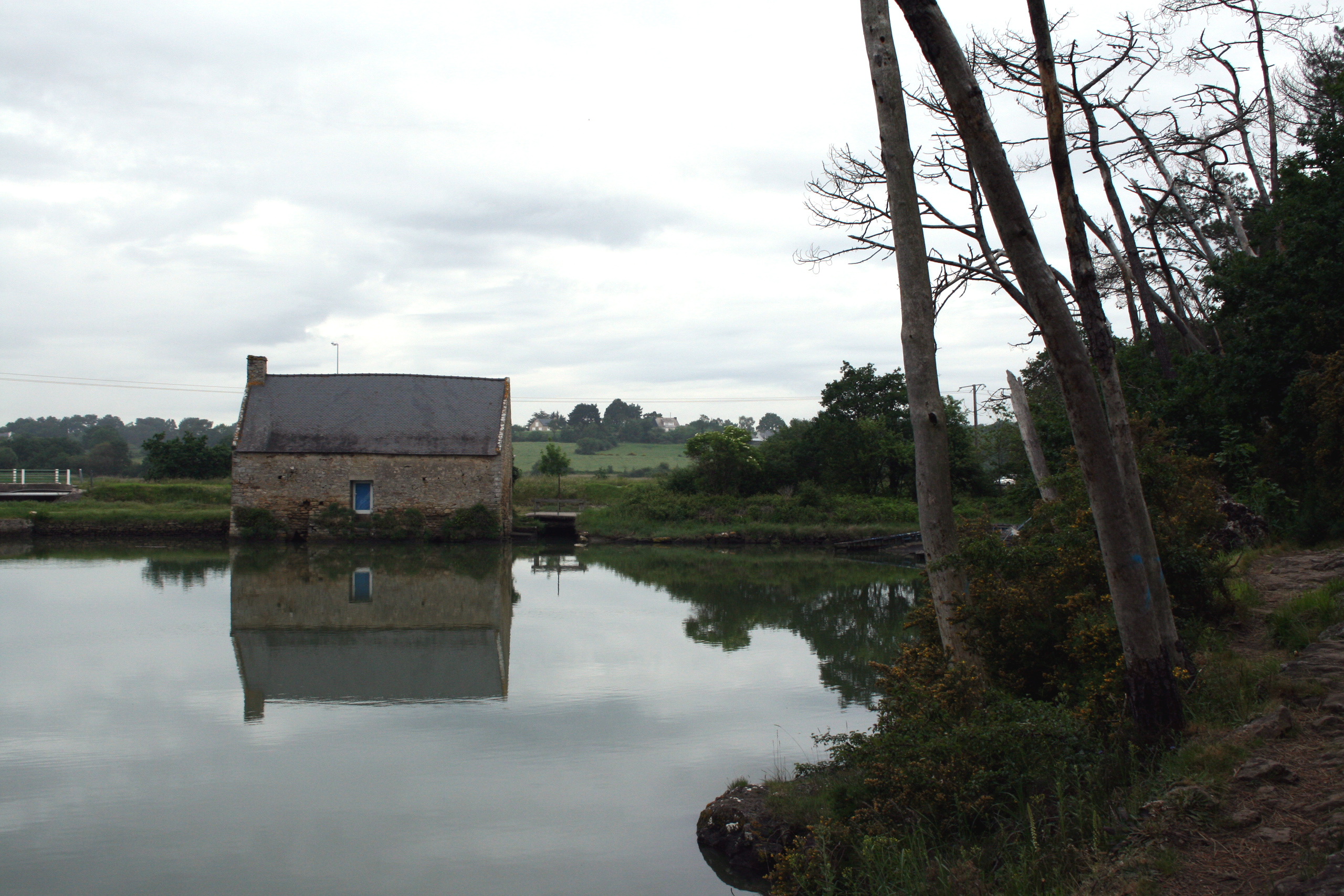
Moulin Pomper
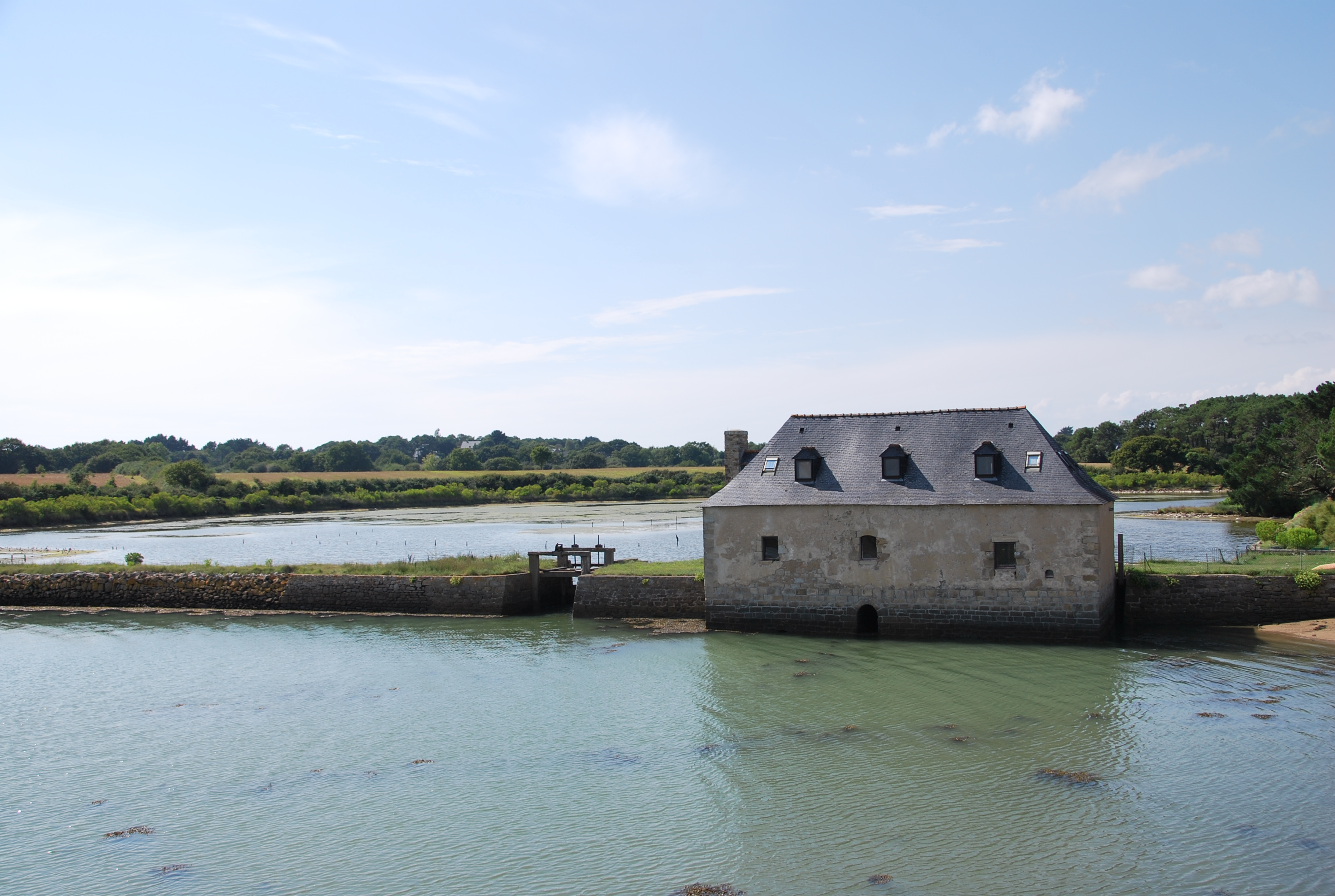
Moulin Mériadec

## Gemeindepartnerschaft
- Weilheim (Baden), Baden-Württemberg, Deutschland